# 8′-Apo-β-carotin-8′-al
8′-Apo-β-carotin-8′-al ist ein Apocarotinoid. Es kommt natürlich z. B. in Orangen, Gemüse und Leber vor, wird jedoch heute hauptsächlich synthetisch hergestellt. Es wird in der Lebensmittelindustrie als gelber bis roter Farbstoff eingesetzt. In der EU ist es als Lebensmittelzusatzstoff der Nummer E 160e zugelassen. Wegen der schlechten Resorption im Magen-Darm-Trakt und der toxikologischen Daten bestehen keine toxikologischen Bedenken.